# 阿卜杜勒·法塔赫·伊斯梅尔
阿卜杜勒·法塔赫·伊斯梅尔·乔菲（1939年—1986年1月13日）是一位也门政治家，曾担任南也门总统（1978－1980年），也门社会党的创始人之一。早年参加反对英国殖民统治的民族主义运动，多次被捕入狱。1963年参与创建了民族解放阵线。南也门独立后，先后担任文化部部长、也门统一部部长和民族解放阵线中央委员会秘书长等职。1978年6月22日，与阿里·纳赛尔·穆罕默德等左派了推翻以萨利姆·鲁巴伊·阿里总统为首中间派政府。同年联合南也门的左翼党派组建了也门社会党。同年年底被选为最高人民委员会主席团主席（即国家元首）。1980年被阿里·纳赛尔逼迫下台，流亡苏联。1985年，阿里·纳赛尔迫于国内压力，允许伊斯梅尔回到亚丁。1986年初，双方冲突加剧，双方支持者在亚丁地区展开激战。伊斯梅尔冲突中丧生。
| 前任： 阿里·纳赛尔 | 南也门总统 1978–1980 | 繼任： 阿里·纳赛尔 |